# Claire Margaret Corlett
Claire Margaret Corlett (9 de julio de 1999) es una actriz canadiense. Es más conocida por ser la voz en inglés de Sweetie Belle en la serie de televisión My Little Pony: La Magia de la Amistad y Tiny en la serie Dinotren. Fue introducida a la actuación de voz cuándo su padre Ian James Corlett le hizo un demo cuándo tenía cinco años y se lo envió a su agente. Es también hermana del actor de voz Philip Corlett quien es la voz en inglés de Buddy en Dinotren.
Ella también ha colaborado en la película televisiva Smart Cookies con la actriz Michelle Creber quien ha trabajado en My Little Pony: La Magia de la Amistad como la voz de Apple Bloom (y ha cantado como la voz de Sweetie Belle, en las temporadas 1-3).

## Filmografía
| Año       | Título                                           | Papel                | Notas | Fuente |
| --------- | ------------------------------------------------ | -------------------- | --- | ------ |
| 2006–08   | 3-2-1 Penguins!                                  | Michelle Conrad      | |        |
| 2008      | Peanuts Motion Comics                            | Sally Brown          | |        |
| 2009      | Dinotren                                         | Tiny                 | |        |
| 2010-2019 | My Little Pony: Friendship is Magic              | Sweetie Belle, otros | BTVA People's Choice Voice Acting Award [Ganador] Mejor actriz de voz femenina hecha por un niño Como la voz de "Sweetie Belle". Detrás de los Actores de Voz Otorga 2013 |        |
| 2015-2016 | Bob el constructor                               | Dizzy (EE. UU.)      | Rol principal |        |
| 2019      | Watashi, Nōryoku wa Heikinchi de tte Itta yo ne! | Mavis von Austien    | | [ 4 ]  |